# Giovanni Francesco Fiori
Giovanni Francesco Fiori, född 8 augusti 1709 i Rom, död där 7 oktober 1784, var en italiensk arkitekt under barockepoken. Han var elev åt arkitekten Francesco Ferruzzi. Fiori ritade bland annat fasaden till kyrkan San Filippo Neri in Via Giulia samt Santi Gioacchino e Anna ai Monti. Därutöver restaurerade han Oratorio delle Piaghe di Gesù Cristo och San Giuseppe alla Lungara.

### Webbkällor
- Manfredi, Tommaso (1997). ”FIORI, Giovanni Francesco” (på italienska). Dizionario Biografico degli Italiani – Volume 48. Treccani. Arkiverad från originalet den 23 juni 2020. https://archive.today/20200623193056/http://www.treccani.it/enciclopedia/giovanni-francesco-fiori_(Dizionario-Biografico)/. Läst 23 juni 2020.